# ベーヴァーシュテット
ベーヴァーシュテット（ドイツ語: Beverstedt、低地ドイツ語: Beverst）は、ドイツ連邦共和国ニーダーザクセン州クックスハーフェン郡に属す町村（アインハイツゲマインデ）である（以下、本項では便宜上「町」と記述する）。

## 地理

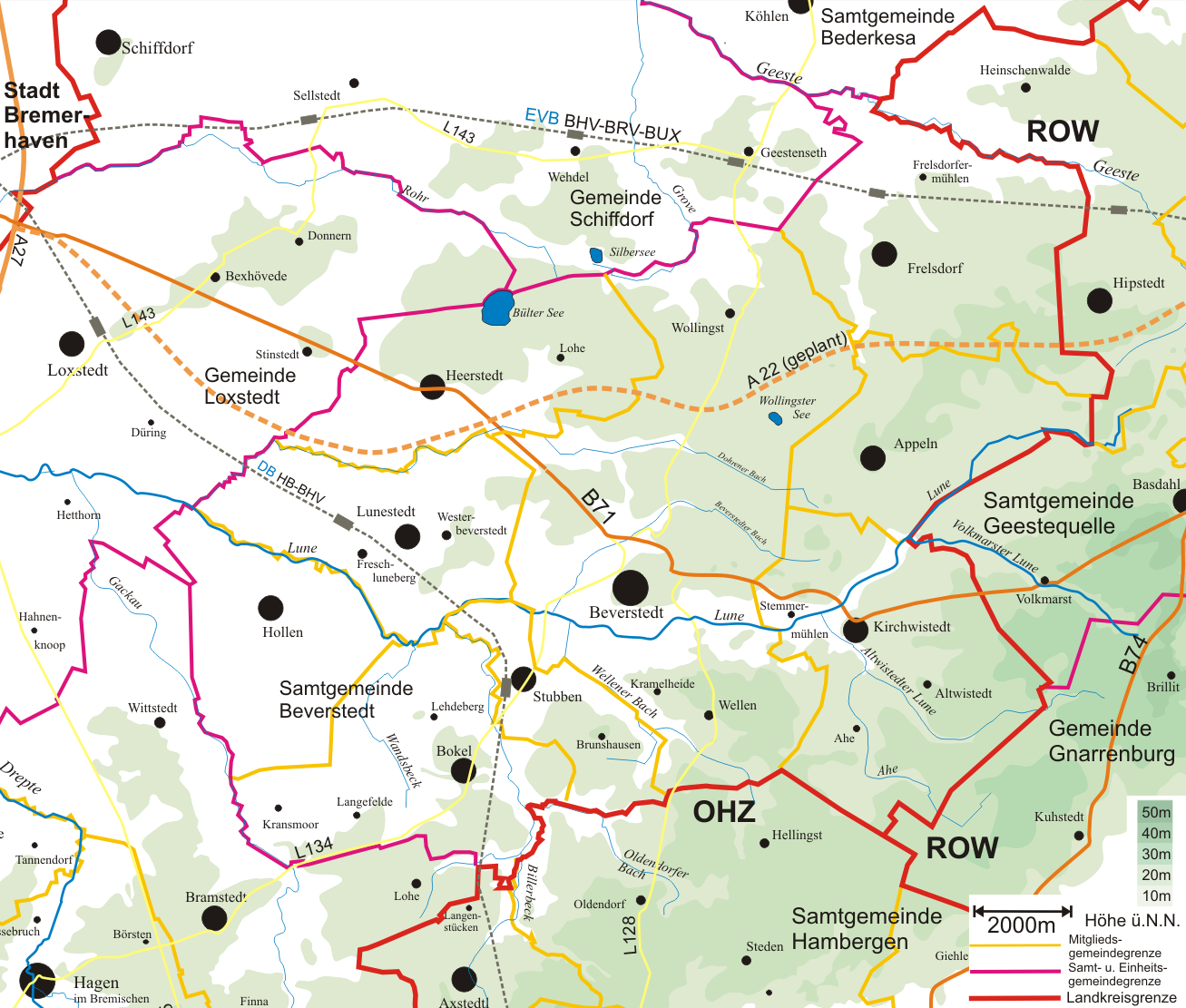
ベーヴァーシュテットの地形図

### 位置
町の北部と東部はヴェーザーミュンダー・ゲーストに位置しており、キルヒヴィシュテットの東部ではその高度は約 30 m を超える。町の南部と西部は高度 10 m までのゲーストから低湿地への移行部分にあたる。ベーヴァーシュテッターモールゲーストは多くの小さな湿地で構成されている。ルネ川が町内を東から西に流れている。その左岸側の支流であるヴェレナー・バッハ川、ビラーベック川、ヴァンツベック川、アルトヴィシュテッター・ルネ川、右岸側の支流であるベーヴァーシュテッター・バッハ川とドーレナー・バッハ川がゲーストを、いわゆる「ゲーストハルプインゼル」（直訳: ゲースト半島）に分断している。

### 自治体の構成
|                      | 地区名 | 人口(人) | 面積 (km2) |
| アペルン             | 425    | 14.52    |            |
| ベーヴァーシュテット | 3823   | 25.16    |            |
| ボーケル             | 2391   | 20.98    |            |
| フレルスドルフ       | 639    | 25.36    |            |
| ヘールシュテット     | 406    | 18.97    |            |
| ホレン               | 795    | 15.67    |            |
| キルヒヴィシュテット | 445    | 25.17    |            |
| ルネシュテット       | 2,568  | 17.25    |            |
| シュトゥッベン       | 1,519  | 8.64     |            |
| ヴェレン             | 352    | 11.92    |            |
| ヴォリングスト       | 334    | 14.46    |            |

人口、面積は2021年11月15日現在のものである。
2011年11月1日に、ザムトゲマインデ・ベーヴァーシュテットとこれに属す独立した町村が廃止され、その構成自治体から新たな自治体ベーヴァーシュテットが形成された
フレッケン・ベーヴァーシュテットはそれまでザムトゲマインデに属していたデールブリュッゲ、ハイヤーヘーフェン、クラメルハイデ、オステルンドルフ、シュピンテンカンプ、ターベン、ヴァハホルツ、ヴェールドルフ、ヴェレン、ヴォリングスト、ベーヴァーシュテッターミューレンをその地区として含んでいる。町議会は、かつて独立していた町村に加えて、その数年前にフレッケン・ベーヴァーシュテットに合併したヴェレンとヴォリングストに地区代表を設けることを決定した。

### 隣接する市町村
ベーヴァーシュテットは、北はシフドルフおよびゲーストラント（ともにクックスハーフェン郡）、東はローテンブルク郡のザムトゲマインデ・ゲーストクヴェレに属すバスダールとヒプシュテット、南東はローテンブルク郡のグナレンブルク、南はオスターホルツ郡のザムトゲマインデ・ハムベルゲンに属すアクスシュテットとホルステ、西はハーゲン・イム・ブレーミシェン、北西はロクスシュテット（ともにクックスハーフェン郡）と境を接している。

## 歴史

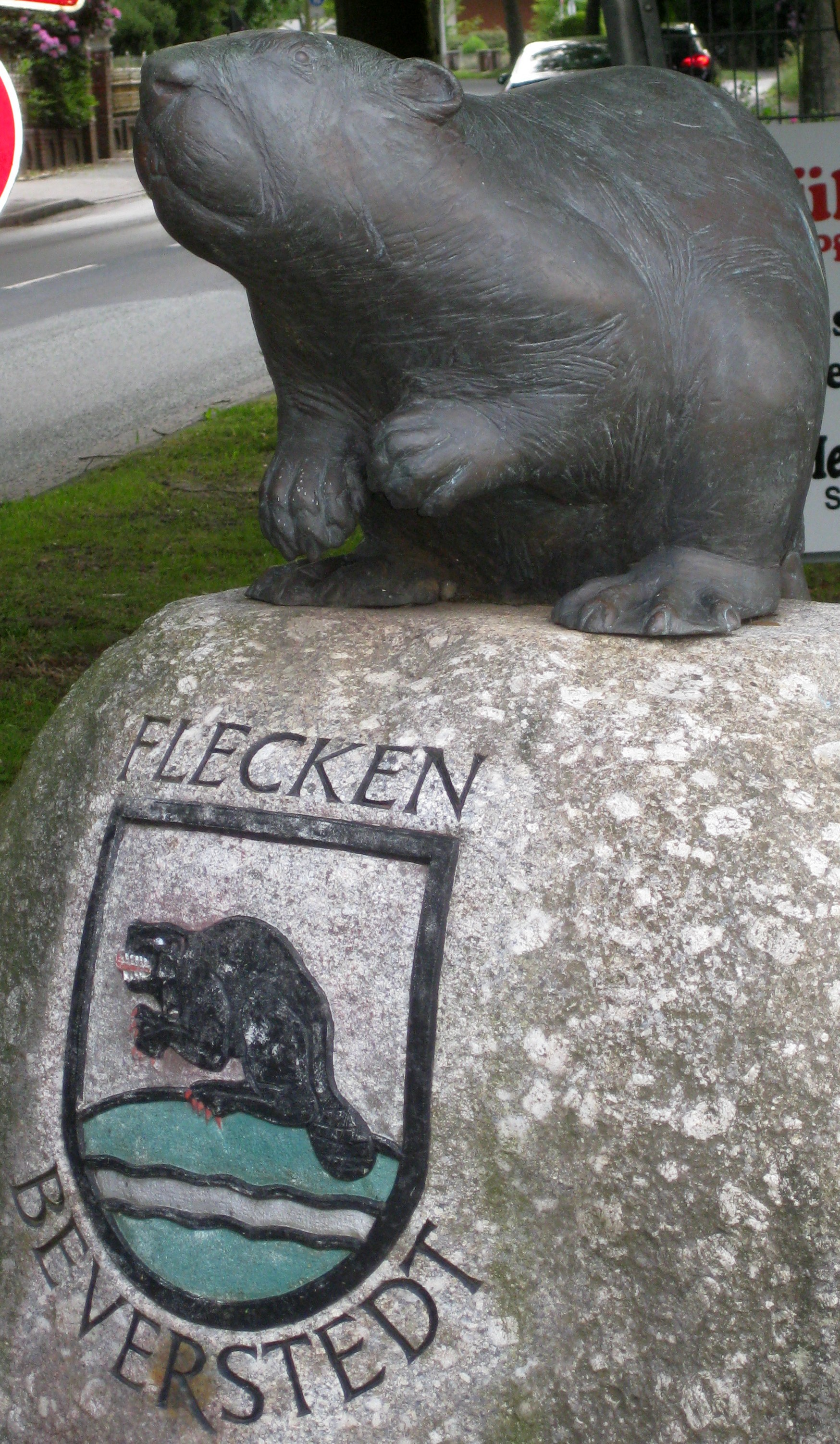
集落入り口のビーバー像

### 名前の由来
ヴェスターベーヴァーシュテット（現在のルネシュテット地区の一部）に関する古い記述に、村は「Westrian bever igi seti」（西のビーバー島にある）とされている。名前の由来となったビーバーはベーヴァーシュテットの紋章に描かれ、集落の進入路脇に小さなビーバー像が設置されている。

### 文書記録
この集落は1228年に Beversate と記述されており、遅くとも1666年には市場開催地として「フレッケン」と呼ばれていた。ベーヴァーシュテットはかつて40以上の集落が属すアムト・ベーヴァーシュテットの行政運営を行っていた。

### 1607年の魔女裁判
1607年にハイヤーヘーフェン（ベーヴァーシュテットとヘールシュテットとの間）で魔女裁判が行われたという記録が、グート・アルトルネベルク（シフドルフのヴェーデル地区）で見つかった。ヴェスターベーヴァーシュテットの女性エンゲル・フォン・グロレンが魔女として告発された

### 帰属の変遷
ブレーメン大司教は11世紀から領土を有し、領邦（大司教領）を形成した。ベーヴァーシュテットもこれに含まれた。
三十年戦争後、この村はスウェーデンのブレーメン公領に、その後1712年から1715年まではデンマークに、1715年からはブラウンシュヴァイク＝リューネブルク選帝侯領に属した。
フランス時代には、ベーヴァーシュテットは1810年3月から12月までヴェストファーレン王国のエルベ＝ヴェーザーミュンドゥング県に、その後はフランス第一帝政のヴェーザーミュンドゥンゲン県に属した。
1814年に連合国軍がナポレオン1世に勝利した後は、ハノーファー王国の一部となった。1852年から1859年までベーヴァーシュテット区裁判所が設けられた。1866年にこの王国はハノーファー州としてプロイセン王国に併合された。1946年からこの地にニーダーザクセン州が成立した。

### 国家社会主義の時代
国家社会主義の時代にベーヴァーシュテットのユダヤ人は社会生活から繰り返し閉め出された。最終的には、ブルムザック家とゴルトベルガー家のメンバーが強制収容所に送られた。ユダヤ人墓地にその名前を刻んだ柱が建立されている。ユリウス・ブルムザックだけがナチ時代を生き延び、戦後にベーヴァーシュテットでビジネスを再開した。
かつてこの町の町長を務めたマルティン・ベンゼンはユダヤ人の歴史を研究している。彼は安楽死政策を追跡し、ベーヴァーシュテットの墓地の入り口に追悼の場を設けた。

### 町村合併
1929年にベーヴァーシュテッターミューレン、デールブリュッゲ、マイヤーホーフ、ターベン、ヴァハホルツが合併し、ベーヴァーシュテットが成立した。
1971年2月1日にオステルンドルフとヴァールドルフが合併し、1974年3月1日にヴェレンとヴォリングストがこれに加わった。
2011年11月1日、アッペルン、ボーケル、フレルスドルフ、ヘールシュテット、ホレン、キルヒヴィシュテット（1974年3月1日にアーエとアルトヴィシュテットが合併して成立した）、ルネシュテット、シュトゥッベンがベーヴァーシュテットと合併して、新たなアインハイツゲマインデが形成された。

## 住民

### 人口推移
| 年         | 1987   | 1992   | 1997   | 2002   | 2007   | 2008   | 2009   | 2010   | 2011   | 2017   | 2018   |
| ---------- | ------ | ------ | ------ | ------ | ------ | ------ | ------ | ------ | ------ | ------ | ------ |
| 人口（人） | 12,463 | 12,787 | 13,663 | 14,314 | 13,725 | 13,783 | 13,725 | 13,694 | 13,615 | 13,526 | 13,554 |

それぞれ12月31日時点の人口

## 行政

### 議会
ロクスシュテットの町議会は29人の議員で構成されている。これは、人口 12,001人から15,000人の自治体の議員定数である。議員は5年ごとの住民による選挙で選出される。
この他に専任の町長も町議会での投票権を有している。

### 首長
アインハイツゲマインデ・ベーヴァーシュテットの専任の町長はグイド・ディークマン（無所属）である。

### 紋章
2011年11月1日に古い紋章の改編がなされた。波帯が青に、地色が赤に、ビーバーが可愛らしくなり、11枚のオークの葉で囲まれた。青い波帯で示されたルネ川が緑の基部を通って赤い紋章上部に接しているため、現在の紋章は紋章的に正しく作成されていない。紋章学の規則では、ある色の上に色を重ねること、あるいは銀色/金色の上に銀色/金色を重ねることは許されない。
図柄: 赤地。青い波帯がある緑の丘の上に、銀色のしゃがんだビーバー。その周りを11枚の銀色のオークの葉が円形に取り囲んでいる。
解説: この紋章は1851年に創られたエルプゲリヒト・ベーヴァーシュテットの印章に基づいている。ビーバーは集落名を表し、11枚のオークの葉は11の地域の連携を意味している。波帯はルネ川を表す。

## 文化と見所

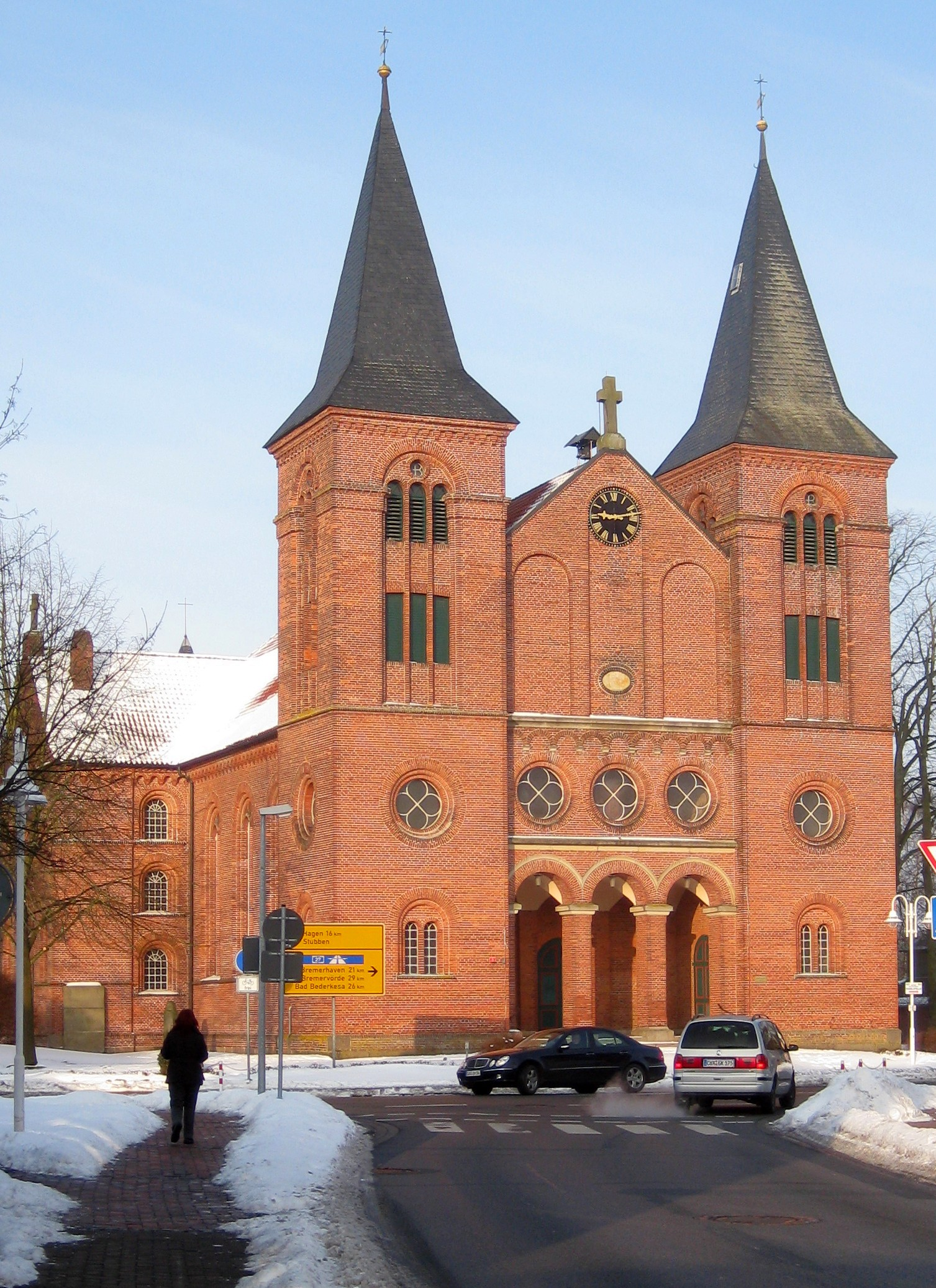
ファビアン＝ウント＝ゼバスティアン教会

### 建造物
- 町の中心のメインの交差点沿いに福音主義のファビアン＝ウント＝ゼバスティアン教会がある。
- ローゲ通り沿いに印象的な家がある: ディードリヒ・ヴィッチェンとその妻マルガレーテ（旧姓 オルデマン）が1924年にこの家を建てた。梁には「主は欠かすことのできない我が羊飼いである」と記されている。この他に低地ドイツの暮らしぶりも梁に刻まれている。
- ベーヴァーシュテットとヴェレンと間の左側やや離れた場所にモンジリエンブルク城がある。この城に関しては、1212年にシュテディンゲンとオスターシュターデの住民によって破壊された「Castrum monsowe」として知られている。現在は、高さおよそ 3 m の 70 × 70 m を取り囲む環状土塁だけが識別できる。ここには木々が生い茂っている。
- デールブリュッゲの水車は修復されている。ザムトゲマインデ・ベーヴァーシュテットの郷土協会がこれを運用し、穀物を挽き、パンやバターケーキを販売している。ただし、焼いているのはヴァハホルツの郷土館にあるパン焼き窯である。
- ヴァハホルツには低地ドイツのホール建築ヴァハホルツ郷土館がある。この建物は1979年からザムトゲマインデ・ベーヴァーシュテットが所有した。ザムトゲマインデ・ベーヴァーシュテットの郷土協会は、この建物を文化の中心としている。演劇上演、焼き菓子の日の他、個人的なパーティーもここで開催される。
- その向かい側に「グート・ヴァハホルツ」がある。これは1764年の地図に既に記載されている[20]。玄関ホールには聖書の場面をモチーフとした577枚のオランダ製フリーズが取り付けられている。本館は1904年に現在の形で建設された。現在のミュラー＝ブリューヒェルト家の老人・養護ホームの入り口上には「希望とリングが成功をもたらす」と刻まれている[21]。
- ヒンデンブルク通りのシュトゥッベンの入り口に「クラッケ＝ハウス」がある。この館は荒廃した後、再生されたものである。現在この建物には多くの企業が入居している[22]。ヒンデンブルク通りのこの館は1895年9月に焼失したが、ルートヴィヒ・クラッケは同じ場所に1897年に新しい館を建設した。1998年に経済情報家のハラルと・ティーケンがベーヴァーシュテット＝ヴァハホルツからこの遺構を購入し、倒壊前の建物を救済し、多額の費用を掛けて歴史的な規範に基づいて修復を行った。現在この館はこの町の宝となっている[23]。

- デールブリュッゲの水車
- ヴィンチェンハウス
- グート・ヴァハホルツの主館

### 自然保護区

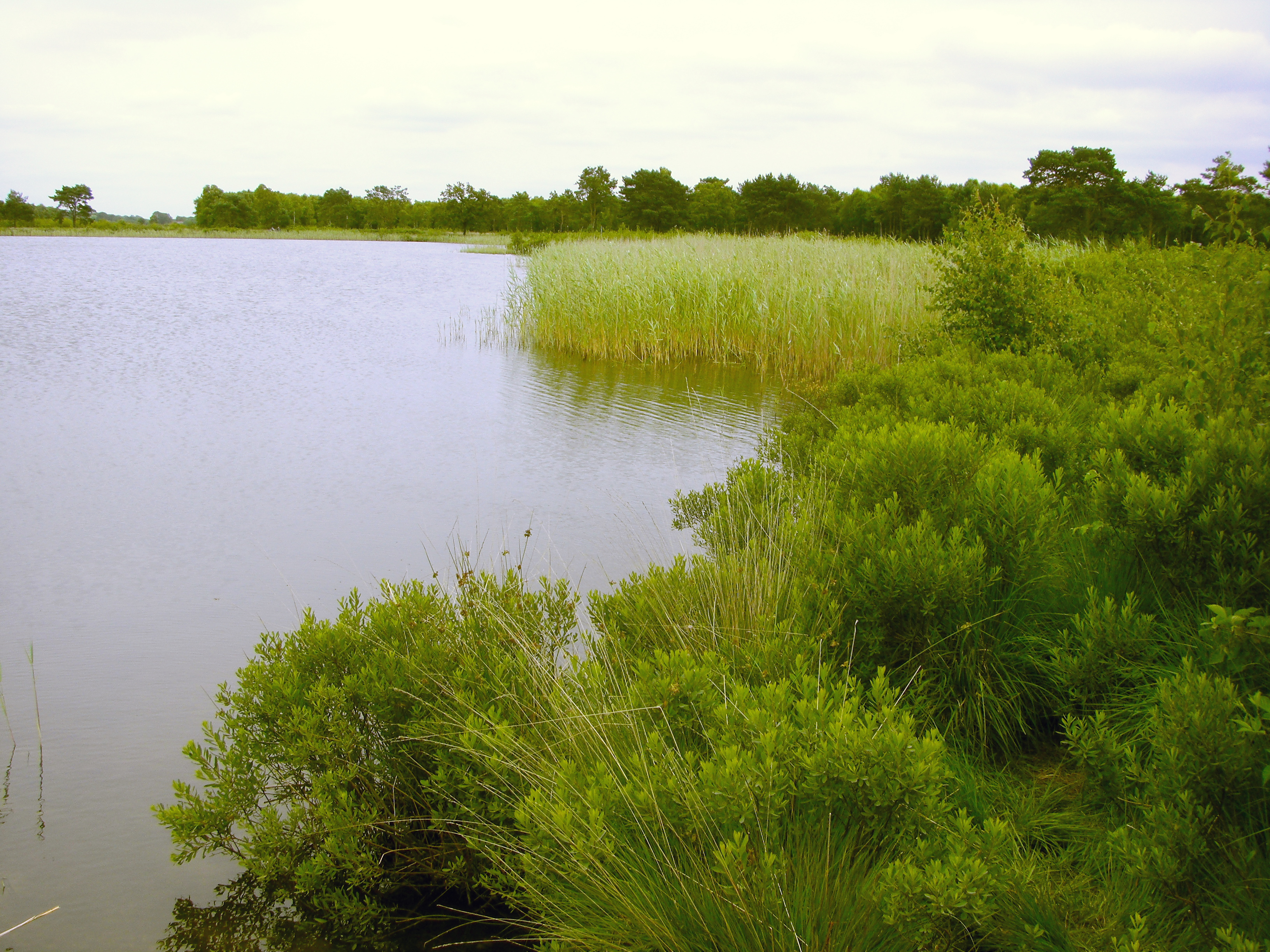
ヴォリングスター湖とその周辺の湿地自然保護区

- イム・ハウスベーケン
- ヴォリングスター湖とその周辺の湿地

### 演劇
1990年からノイエ・ビューネ・ベーヴァーシュテットがある。この劇団は毎年演劇作品を上演している。その指導者であるルッツ・ヘプナーは「テキストが野心的で、現代的な舞台作品」に力を注いでいる。ベーヴァーシュテット以外の人たちもノイエ・ビューネ・ベーヴァーシュテットに何度も出演している。

### クラブ、団体
- ベーヴァーシュテット・マーケットおよび文化協会 (MuK) は1992年から文化的関心を涵養している。
- 釣りクラブ、営業組合、狩猟会、婦人会、青年会、自然愛好会、自然・環境保護協会、養蜂協会、射撃クラブ、スポーツクラブがほぼすべての地区に存在する。

## 経済と社会資本

### 経済
ディスカウントストア・チェーンのアルディ＝ノルトは、地域支社と中央倉庫をハイヤーヘーフェンに置いている。多くの商店、ガソリンスタンド、自動車整備工場、薬局、飲食店、3つのギャラリー、多くの医院と1つの専門医療センターがある。多くの分野の店が町の中心にある。週の市の他に、エコロジカルな経営を行っている農家、園芸家、養蜂家、漁師がその産品を持ち寄るレギオマルクトも開催されている。大型複合商業施設もある。

### 公共機関
- 町役場、シュール通り2番地
- 水利・土壌連合
- 警察署
- 消防団、アルトヴィシュテット、アペルン、ボーケル、フレルスドルフ、ヘールシュテット、ハイゼ、ホレン、キルヒヴィシュテット、ルネシュテット、シュトゥッベン、オステルンドルフ、ヴェールドルフ、ヴェレン、ヴォリングストに分署を有している。

### 社会福祉施設
- 幼稚園 10園: アペルン、ベーヴァーシュテット（ヴァルトモイゼ幼稚園とフリーダ・マレット幼稚園）、ボーケル、フレルスドルフ、ホレン、ルネシュテット、シュトゥッベン、ヴェレン、ヴォリングスト
- 青年施設 8箇所

### 教育
- ベーヴァーシュテット基礎課程学校、アン・デア・ブラーケ13番地
- ボーケル基礎課程学校、ミューレン通り7番地
- 私立ギムナジウム
- ベーヴァーシュテット＝ハーゲン音楽学校、ベーヴァーシュテットのフェルトホーフ広場
- 市民大学

### 交通
この町は、ブレーマーハーフェンとブレーマーフェルデとの間の連邦道 B71号線沿いにある。この通りはさらにハンブルク、シュターデ、ブクステフーデ方面に伸びている。ベーヴァーシュテットの北を通るバイパス道路が2005年から町の中心部の交通量を軽減している。
ベーヴァーシュテットからブレーマーハーフェン行きのバスがある。ベーヴァーシュテット町内は、町内全域をカバーするデマンド型交通システムが整備されている。
クックスハーフェンからベルリンへの路線バス（シュターデ、ハンブルク経由）フリックスモビリティがベーヴァーシュテットと北部の大都市とを結んでいる。
シュトゥッベン地区とルネシュテット地区には、鉄道ブレーメン - ブレーマーハーフェン線の駅が、フレルスドルフ地区にはブレーマーハーフェン - ブクステフーデ線の駅がそれぞれ存在する。
エルベ＝ヴェーザー自転車道がベーヴァーシュテットを通っている。

### ルネ川のカヌー航行
ルネ川は、17世紀初めまで河口からベーヴァーシュテット＝デールブリュッゲまで船の航行が可能であった。現在では主要な交通網ではないが、カヌーでこの川を航行することが可能である。

## 人物

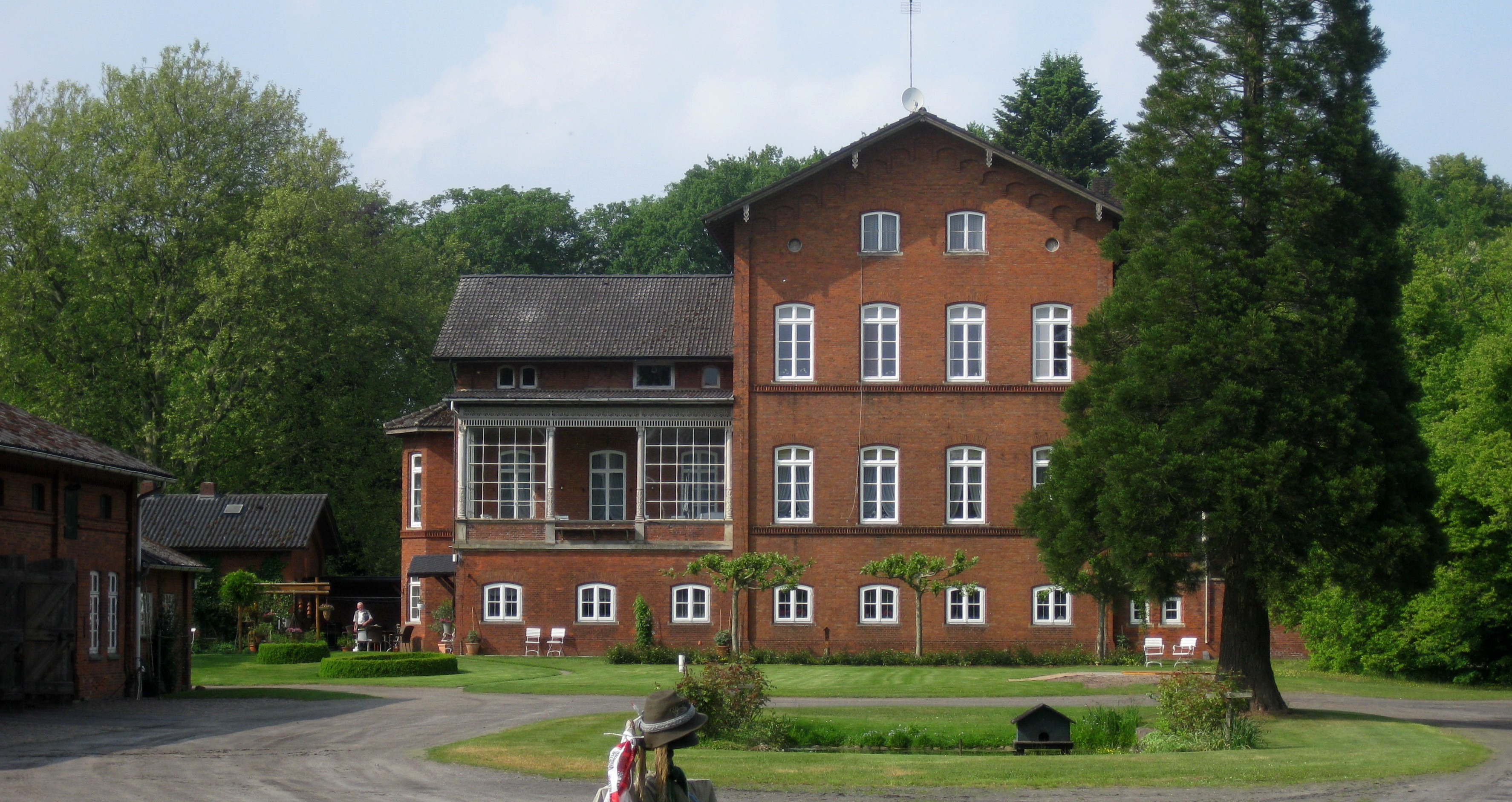
ヴェレン地区に遺るエドゥアルト・フォン・デア・ヘレンの生家

### 出身者
- エドゥアルト・フォン・デア・ヘレン（ドイツ語版、英語版）（1863年 - 1927年）アーキビスト、出版者、作家

### ゆかりの人物
- ヘッセン＝エシュヴェーゲ方伯フリードリヒ（ドイツ語版、英語版）（1617年 - 1655年）ヘッセン＝エシュヴェーゲ方伯。スウェーデン王から減じあのベーヴァーシュテッターミューレの領主権を認められていた。

## 関連文献
- Fritz Hörmann et al. (1995). Flurnamensammlung Wesermünde – Die Flurnamen des Grundsteuerkatasters von 1876. Sonderveröffentlichungen der „Männer vom Morgenstern“ Heimatbund an Elb- und Wesermündung e. V.. 27. Bremerhaven: Männer vom Morgenstern Verlag. ISBN 978-3-931771-27-0

この文献は、翻訳元であるドイツ語版の参考文献として挙げられていたものであり、日本語版作成に際し直接参照してはおりません。

## 訳注
1. ↑  ドイツ語: Einheitsgemeinde、集合自治体であるザムトゲマインデに対して単一の自治体であることを明示する用語である。
2. ↑  ヴェーザー川河口のゲースト。ゲースト (ドイツ語: Geest) は、海岸、特に北海沿岸の砂地の丘陵を意味する。
3. 1 2  フレッケン (ドイツ語: Flecken) は特定の権限を認められたやや大きな町を意味する。